# Piąta rano
Piąta rano – solowy album piosenkarki i aktorki Olgi Bończyk. Wydawnictwo ukazało się 8 listopada 2013 r. nakładem firmy MTJ. Na płycie znajdują się piosenki skomponowane i napisane bądź przez artystkę bądź specjalnie dla niej m.in. przez Roberta Jansona i Krzysztofa Herdzina, który był również producentem płyty.

## Lista utworów
1. „Nie zatrzymuj się” (sł. Olga Bończyk, muz. Witold Cisło)
2. „Czułość tamtych dni” (sł. Olga Bończyk, muz. Witold Cisło)
3. „Kilka Prawd” (sł. Wojciech Darda Lendzion, muz. Iwona Kisiel)
4. „Moja droga na szczyt” (sł. Olga Bończyk, muz. Krzysztof Herdzin)
5. „Klucz do życia” (sł., muz. Ola Onabule – tłum. Olga Bończyk)
6. „Moja Mama” (sł., muz. Olga Bończyk)
7. „Samba na pojednanie” (sł. Jacek Bończyk, muz. Olga Bończyk, Krzysztof Herdzin)
8. „Zacznij od nowa żyć” (sł. Olga Bończyk, muz. Witold Cisło)
9. „Piąta rano” (sł. Andrzej Ignatowski, muz. Robert Janson)
10. „W końcu miała dość” (sł. Jolanta Kamińska, muz. Krzysztof Herdzin)
11. „Wystarczy być” (sł. Magda Czapińska, muz. Witold Cisło)
12. „Świat po czterdziestce” (sł. Olga Bończyk, muz. Iwona Kisiel)